# 52 Hydrae
52 Hydrae, som är stjärnans Flamsteed-beteckning, är en trippelstjärna belägen i den södra delen av stjärnbilden Vattenormen och har även Bayer-beteckningen l Hydrae.. Den har en kombinerad skenbar magnitud på 4,97 och är svagt synlig för blotta ögat där ljusföroreningar ej förekommer. Baserat på parallaxmätning inom Hipparcosuppdraget på ca 8,3 mas, beräknas den befinna sig på ett avstånd på ca 390 ljusår (ca 121 parsek) från solen. Den rör sig bort från solen med en heliocentrisk radialhastighet på ca 5 km/s. Den är med 80 procent sannolikhet medlem av Scorpius Centaurus OB2-rörelsegrupp av stjärnor

## Egenskaper
Primärstjärnan 52 Hydrae A är en blå till vit stjärna i huvudserien av spektralklass B7/8 V,. Den har en massa som är ca 3,8 solmassor,  en radie som är ca 3,2 solradier och utsänder från dess fotosfär ca 310 gånger mera energi än solen vid en effektiv temperatur av ca 12 900 K.
Primärstjärnan är en dubbelstjärna av två nästan lika stora stjärnor med en omloppsperiod på ca 15 år och en vinkelseparation av 0,1 bågsekund. Följeslagaren 52 Hydrae B är en stjärna av magnitud 10,0 med en separation av 4,2 bågsekunder med en massa av ungefär en solmassa. Den kretsar kring det inre paret med en period på ca 3 900 år.